# Menat
Menat (oldegyptisk mnj.t, moderne arabisk: منات) var i oldegyptisk religion et navn på gudinden Hathor og et artefakt, der var tæt forbundet med hende, meget ligesom sistrummen.
Artefaktet blev holdt i hånden af Hathor og blev brugt som et musikinstrument af Hathors præstinde. Ofte blev den brugt som en beskyttende amulet, selv af Apis-tyrene.
En del af menaten var en slags tallerken kaldet en aegis (græsk for "skjold"), båret på brystet, hvortil en snor blev fastgjort. De andre ender af strengene var bundet til en modvægt, der hang på bærerens ryg. Aegis kunne laves af mange forskellige materialer, bl.a. bronze blev brugt. Der blev ofte indgraveret skildringer af guddomme forbundet med Hathor.
Halskæden var beregnet til at sikre held og lykke og beskytte mod onde ånder. Den blev også båret til beskyttelse i efterlivet og er ofte fundet begravet med de døde, givet som en gravgave siden ramesside-tiden (det nittende og tyvende dynasti, der omfatter de sidste to tredjedele af perioden kendt som Det Nye Rige). Båret af kvinder blev det forventet at fremme frugtbarhed og godt helbred, mens det blandt mænd var tegn på virilitet.
| Mytologi | Spire Denne artikel om mytologi er en spire som bør udbygges. Du er velkommen til at hjælpe Wikipedia ved at udvide den. |